# Dina Razanakoto
Dina Razanakoto (ur. 12 czerwca 1992 w Antananarywie) – madagaskarski piłkarz grający na pozycji pomocnika. Od 2018 jest zawodnikiem klubu SS Jeanne d’Arc.

## Kariera klubowa
Swoja piłkarską karierę Razanakoto rozpoczął w klubie Tana Formation FC. Grał w nim do 2017 roku. W drugiej połowie 2017 roku przeszedł do reuniońskiego AS Sainte-Suzanne, a w 2018 roku został zawodnikiem SS Jeanne d’Arc. W sezonie 2018 został z nim wicemistrzem Reunionu.

## Kariera reprezentacyjna
W reprezentacji Madagaskaru Razanakoto zadebiutował 18 maja 2014 roku w wygranym 2:1 meczu kwalifikacji do Pucharu Narodów Afryki 2015 z Ugandą, rozegranym w Mahajandze. Od 2014 do 2016 rozegrał w kadrze narodowej 15 meczów.